# Лонаконинг
Лонаконинг (англ. Lonaconing) — город в округе Аллегейни в штате Мэриленд в Соединённых Штатах Америки.
Согласно данным переписи населения США 2020 года число жителей города 
составляло 1001 человек, что заметно меньше, чем было во время предыдущей переписи (1214 человек).

## История
Первые европейские поселенцы осевшие в этом районе были в основном исследователями, охотниками и фермерами. Со временем основу промышленности города составили металлургические, угольные и железнодорожные компании.
13 января 1964 года близ горы Савидж, произошла катастрофа бомбардировщика B-52, который перевозил две термоядерные бомбы; они были найдены «относительно неповрежденными среди обломков» и через два дня эвакуированы с места крушения; в случае детонации одной из бомб Лонаконинг попал бы в зону поражения, как и находящиеся рядом города Бартон, Люк, Мидленд и дрю
В 1983 году исторический район Лонаконинга был включен в Национальный реестр исторических мест США.
20 января 2021 года в магазинчике города был продан билет  лотереи Powerball, который выиграл 731 миллион долларов США.

## География
Согласно данным Бюро переписи населения США, общая площадь города Лонаконинг составляет 0,41 квадратных миль (1,06 км2), вся эта территория представляет собой сушу.